# Pilă de combustie cu carbonat topit

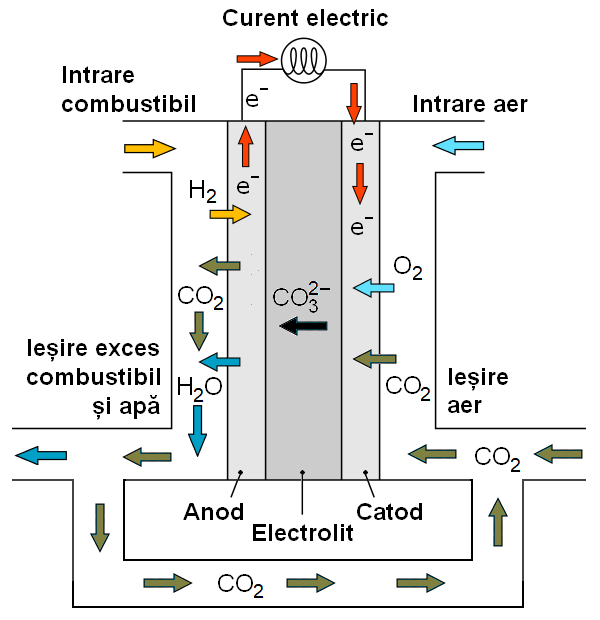
Schema de principiu a unei pile de combustie cu carbonat solid

O pilă de combustie cu carbonat topit (engleză molten-carbonate fuel cell — MCFC), este un tip de pilă de combustie care lucrează la temperatură înaltă, de 600 °C sau mai mult. Principalul lor avantaj este că pot fi alimentate direct cu diferiți combustibili care conțin carbon, ca gazul natural, biogazul și chiar praful de cărbune, deoarece folosesc un electrolit format din săruri topite (carbonați), care nu sunt afectate de prezența dioxidului de carbon. Randamentul lor pe partea electrică este bun, de c. 50–60 %, iar dacă se folosește și căldura produsă, randamentul energetic poate atinge 85 %. Sunt folosite ca surse de curent electric și căldură în industrie și în domeniul militar.

## Descriere
Pilele de combustie cu carbonat topit folosesc un electrolit format dintr-un amestec de săruri topite plasate într-un suport ceramic inert din punct de vedere chimic, din alumină (engleză beta-alumina solid electrolyte — BASE). Temperatura necesară topirii sărurilor este de peste 600 °C. La această temperatură extragerea hidrogenului necesar producției de curent se face printr-un proces de reformare direct în pilă, astfel că nu mai este nevoie de o unitate de reformare externă. Tot datorită temperaturilor înalte, la anod și catod se pot folosi catalizatori relativ ieftini, cum ar fi nichelul. Performanțele acestor pile sunt mai bune ca ale pilelor cu acid fosforic (PAFC).
Ionii pozitivi sunt cei de carbonat (CO32–), ca urmare nici electrolitul, nici catalizatorii nu sunt afectați de prezența dioxidului de carbon (CO2) cum sunt pilele de combustie de tip PEMFC și AFC. Dimpotrivă, pentru a se genera la catod ionii de carbonat pila trebuie alimentată nu doar cu oxidant, ci și cu CO2, care este apoi recuperat la anod și recirculat la catod. Însă este necesară o sursă de CO2 pentru compensarea pierderilor. Dacă combustibilul conține carbon, această problemă se rezolvă simplu. O altă sursă de CO2 sunt impuritățile de CO2 din oxigenul industrial, caz în care pila lucrează ca purificator electrochimic de oxigen.
Domeniul de puteri al acestor pile este 300–3000 kW. Principalul dezavantaj al tehnologiei MCFC actuale este durabilitatea. Temperaturile ridicate la care funcționează aceste celule și electrolitul coroziv utilizat accelerează coroziunea și defectarea componentelor, scăzând durata de viață a pilei.

### Reacții chimice
Dacă sunt alimentate cu metan (CH4), atunci la anod are loc o reacție preliminară de reformare a metanului, care produce hidrogenul necesar:
{\displaystyle CH_{4}+H_{2}O=3H_{2}+CO}
Oxidul de carbon (CO) format poate fi folosit prin reacția sa cu apa (reacție care mai produce puțin hidrogen) pentru producerea CO2 necesar completării pierderilor, respectiv este evacuat în atmosferă, deci procesul nu este unul fără emisii de carbon.
La anod are loc reacția:
{\displaystyle H_{2}+CO_{3}^{2-}\rightarrow =H_{2}O+CO_{2}+2e^{-}}
Iar la catod:
{\displaystyle {\frac {1}{2}}O_{2}+CO_{2}+2e^{-}\rightarrow CO_{3}^{2-}}
Bilanțul acestor reacții este:
{\displaystyle H_{2}+{\frac {1}{2}}O_{2}+CO_{2,catod}\rightarrow H_{2}O+CO_{2,anod}}

### Funcționare
Ionii de CO32– se formează la catod din CO2, deci catodul trebuie alimentat și cu CO2, nu numai cu O2. Drept sursă de CO2 se poate folosi cel separat din gazele generate la anod, adus la catod printr-un circuit de recirculare. Ionii de carbonat traversează electrolitul și la anod revin la CO2.

### Materiale
Temperatura mare de regim necesită materiale care rezistă la aceste temperaturi.

#### Anodul
Actual anodul este format din aliaje pe bază de nichel, cu 2–10 % crom și aluminiu. Anodul are grosimea de câteva zecimi de mm și o porozitate de 45–70 %, cu dimensiunea porilor de 3–6 μm. Aceste aliaje favorizează formarea granulelor de LiCrO2 și LiAlO2 la limita lor, care îmbunătățesc rezistența la fluaj și previn fenomenele de sinterizare. Cercetările vizează folosirea nanoparticulelor de Ni și a aliajelor de Ni pentru a crește performanțele și a reduce temperaturile de regim. Deși prin scăderea temperaturii de regim durata de viață a pilei crește, scade conductivitatea electrolitului, ceea ce este un efect negativ. Alte cercetări caută să reducă fluajul folosind anozi de Ni3Al.

#### Catodul
Catodul este format fie din titanat de litiu (Li2TiO3), fie din Ni poros care este transformat în oxid de nichel litiat (litiul este intercalat în cadrul structurii cristaline de NiO). Porozitatea catodului este de 60–70 %, cu mărimea porilor de 7–15 μm. Principala problemă a materialul de la catod este dizolvarea NiO, deoarece reacționează cu CO2 atunci când catodul este în contact cu electrolitul carbonat. Această dizolvare duce la precipitarea metalului Ni în electrolit și, deoarece este conductiv electric, scurtcircuitează local pila. Prin urmare, studiile actuale au analizat adăugarea de MgO la catodul NiO pentru a limita această dizolvare. Oxidul de magneziu servește la reducerea solubilității Ni2+ de la catod și scade precipitațiile în electrolit. Alternativ, înlocuirea materialului convențional de la catod cu un aliaj LiFeO2–LiCoO2–NiO evită aproape complet problema dizolvării Ni de la catod.

#### Electrolitul
MCFC utilizează un electrolit lichid (carbonat topit) care constă din carbonat de sodiu (Na2CO3) și potasiu (K2CO3). Acest electrolit este îmbibat într-un suport ceramic de LiAlO2. Pentru a se asigura o conductivitate ionică suficientă a carbonatului prin intermediul acestui electrolit sunt necesare temperaturi ridicate. Electroliții obișnuiți pentru MCFC conțin 62 % Li2CO3 și 38 % K2CO3. Fracțiunea de carbonat de Li utilizată este în principiu cât mai mare datorită conductivității sale ionice mai mari, dar este limitată la 62 % datorită solubilității reduse în ea a gazului și a difuzivității ionice a oxigenului. În plus, Li2CO3 este un electrolit foarte coroziv, iar acest raport de carbonați este cel mai puțin coroziv. Pentru reducerea coroziunii s-a studiat și înlocuirea carbonatului de potasiu cu carbonatul de sodiu. Electrolitul Li/Na s-a dovedit a avea o conductivitate mai mare și asigură o stabilitate mai bună a catodului în comparație cu electrolitul Li/K.
O altă problemă se referă la suportul electrolitului. Modificările de fază (γ-LiAlO2 la α-LiAlO2) sunt însoțite de scăderea volumului electrolitului, ceea ce duce la o conductivitate ionică mai mică. S-a constatat că o matrice α-LiAlO2 dopată cu alumină ar îmbunătăți stabilitatea fazelor, menținând în același timp performanțele pilei.

## Utilizări
Puterile relativ mari, până la 3 MW, le fac potrivite pentru furnizarea de energie electrică și termică în cogenerare pentru obiective staționare, cum ar fi unități industriale, spitale, obiective izolate sau militare. Deși teoretic pot fi alimentate cu benzină, deoarece trebuie încălzite în prealabil pentru topirea electrolitului pornirea lor este lentă, răspund lent la variații de sarcină motive pentru care nu sunt potrivite pentru autovehicule, în special la deplasări pe distanțe scurte.